# Ервін Вурм
Ервін Вурм (нім. Erwin Wurm; нар. 27 липня 1954, Брук-ан-дер-Мур) — австрійський художник, фотограф, режисер, скульптор.

## Біографія
Ервін Вурм народився в 1954 в місті Брук-ан-дер-Мур, Австрія. Вивчав історію мистецтва в університеті в Граці в 1974—1977 роках, а також мистецтва і ремесла (скульптури) в Коледжі образотворчих мистецтв в Зальцбурзі в 1977—1979 роках. У 1979—1981 роках продовжував вивчати скульптуру в Коледжі прикладних мистецтв у Відні. У 1995 Вурм був запрошеним професором по скульптурі в Школі витончених мистецтв в Парижі, в 1996—1997 — запрошеним професором в Коледжі промислового і художнього дизайну в Лінці. У 1993—1999 художник був членом ради директорів Vienna Secession, з 1995 — віце-президентом.
Ервін Вурм був куратором численних виставок, живе і працює у Відні і Нью-Йорку.

## Творчість
У 1990-х Ервін Вурм створює серію «однохвилинних скульптур» («One Minute Sculpture»), які є оригінальною знахідкою художника. У цих скульптурах, які існують в реальності короткий проміжок часу і експонуються на виставці у вигляді фотографій або відео, художник і його моделі вступають в несподівані відносини з повсякденними предметами. Людина балансує на швабрі або стільці, приймає складні пози в безформному одязі. Людське тіло стає частиною скульптури, грань між перформансом і скульптурою стирається.
Ервін Вурм як скульптор створює і більш звичні «матеріальні» об'єкти. Його «надувні» будинки, гнуті і деформовані машини і фігури людей — художник займається деконструкцією об'єму і матеріалу. У творчості художника можна простежити критику на суспільство споживання («запливли жиром» будинки і машини, людина, який проковтнув земну кулю), іронію з приводу антиглобалізму (серія «в пошуках бомби»).
В кінці 1980-х художник експериментував з повсякденними предметами одягу, які він використовував для створення скульптури. Потім Ервін Вурм почав створювати «Пилові скульптури» і відеофільми.

## Твори

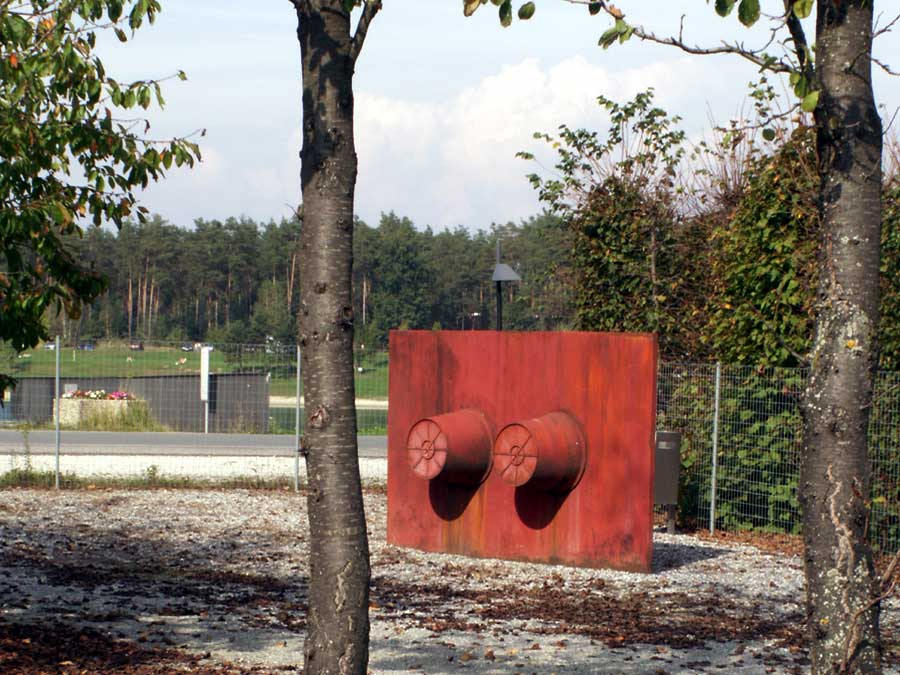
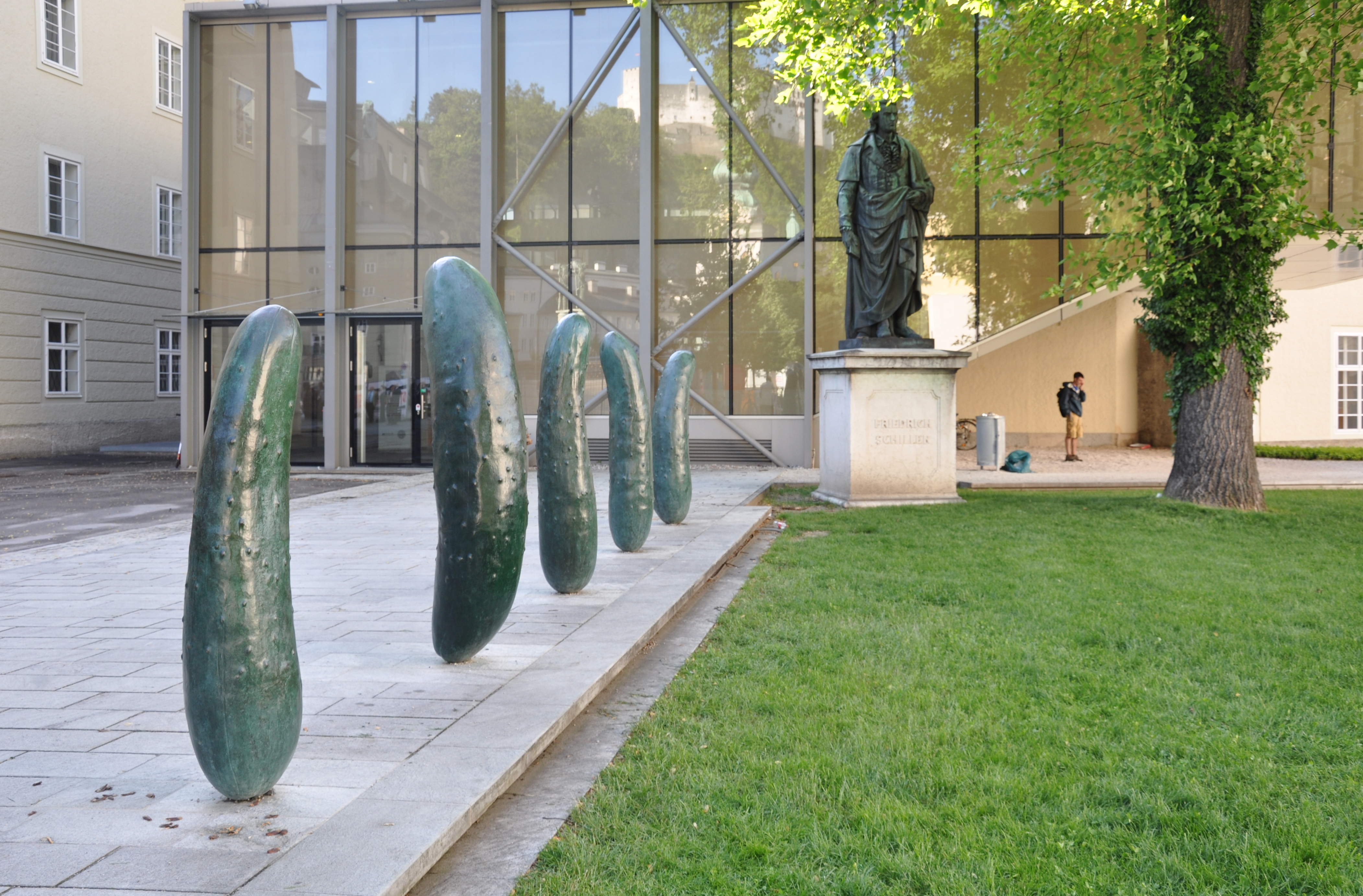
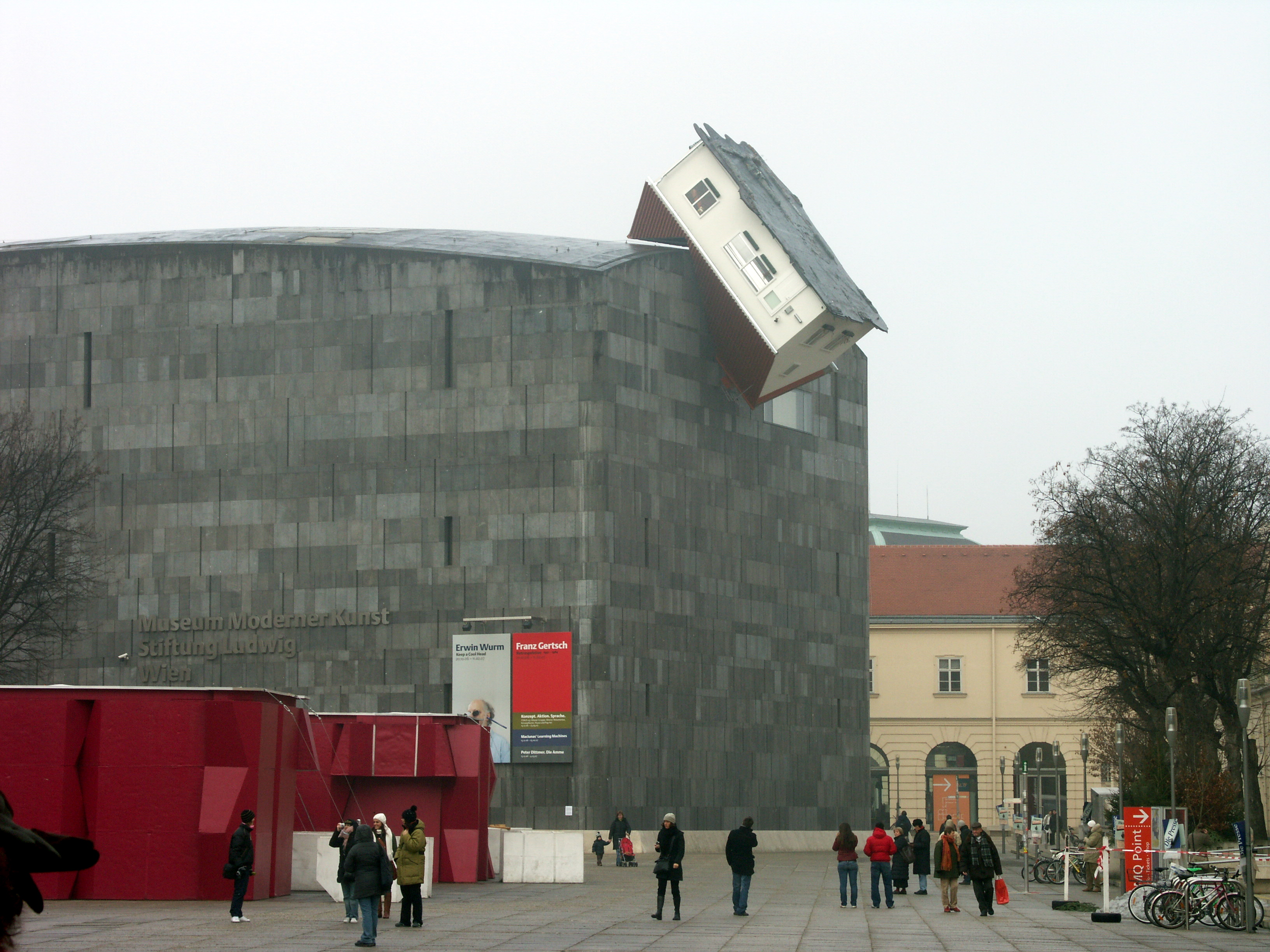
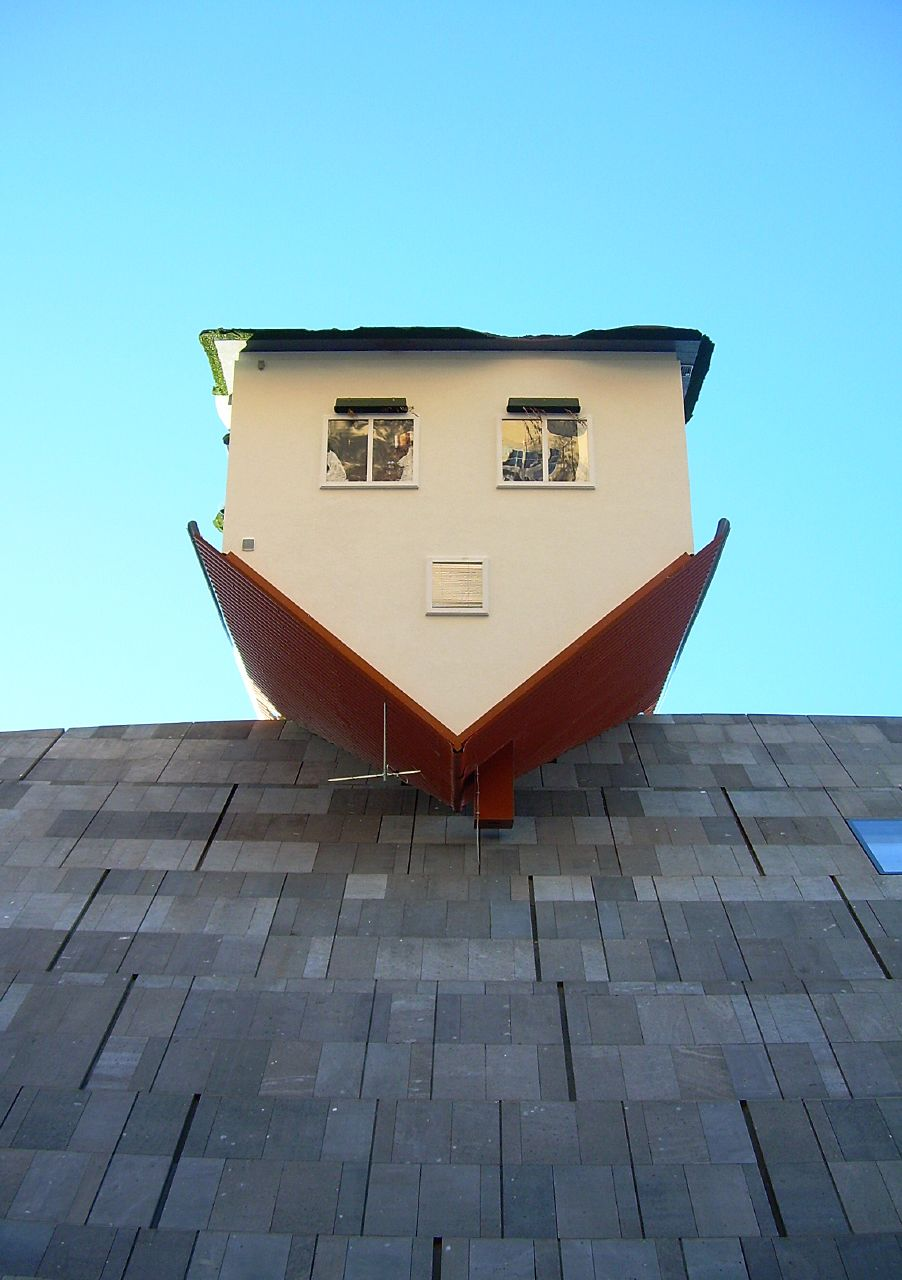
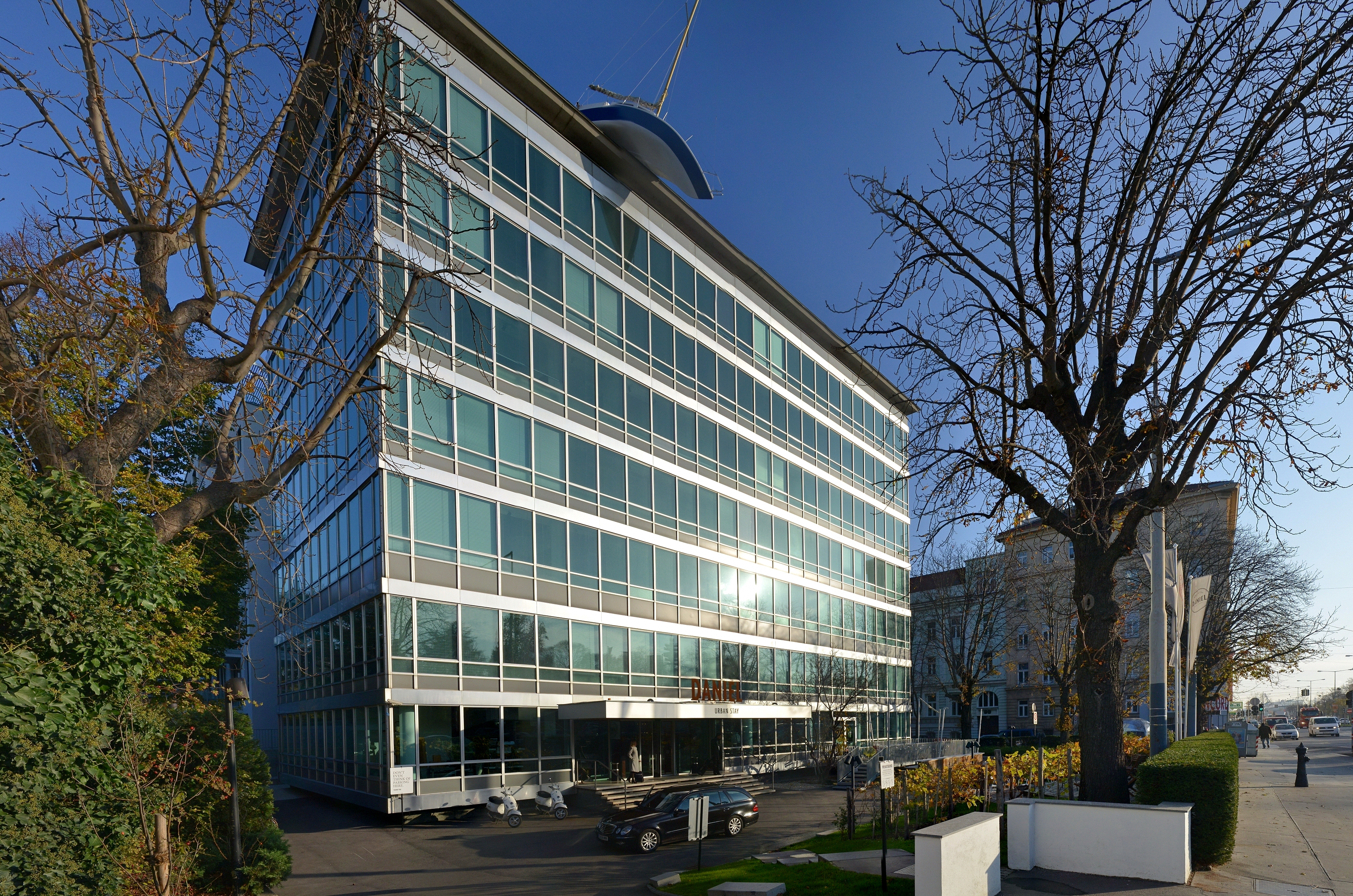
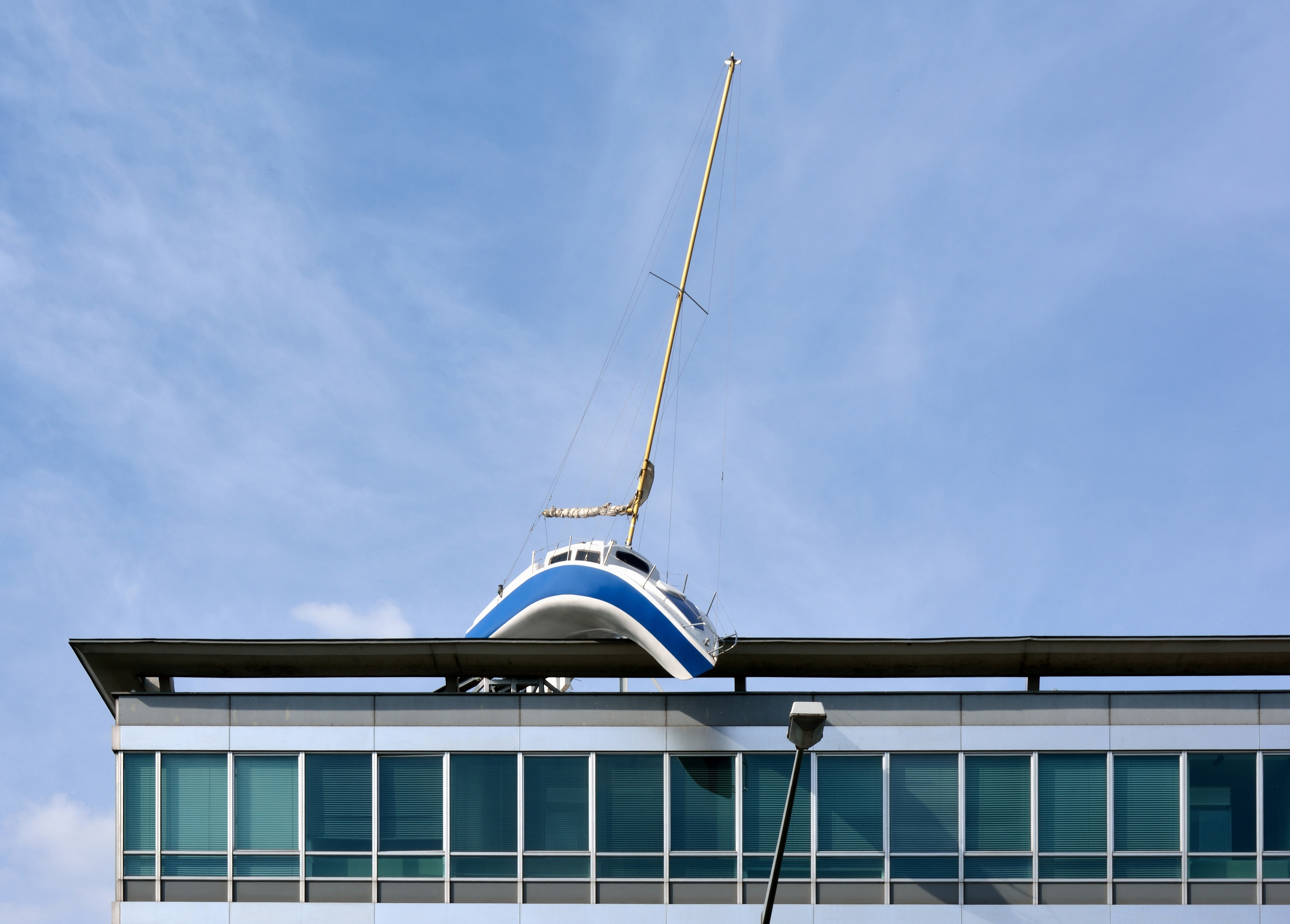
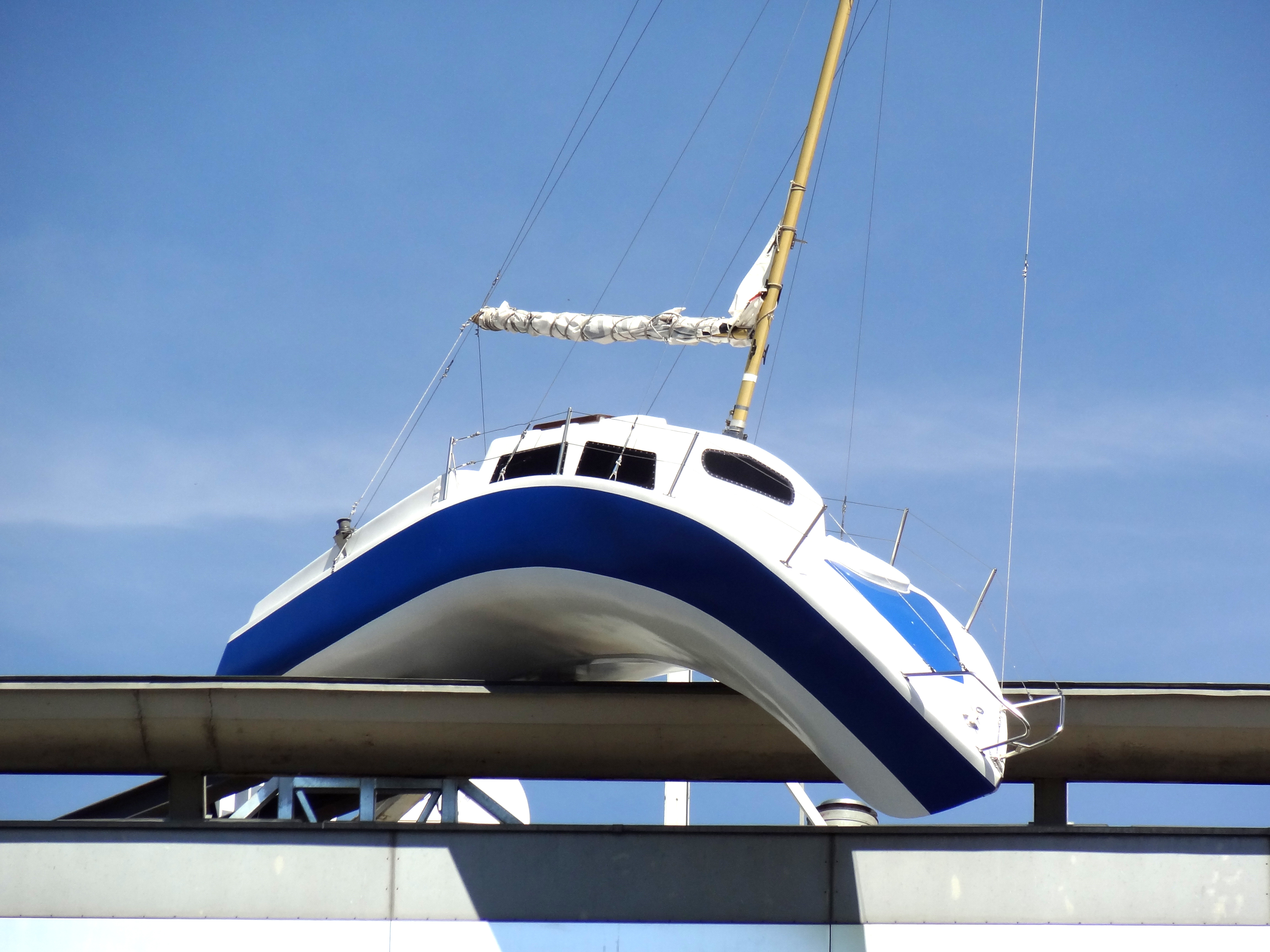
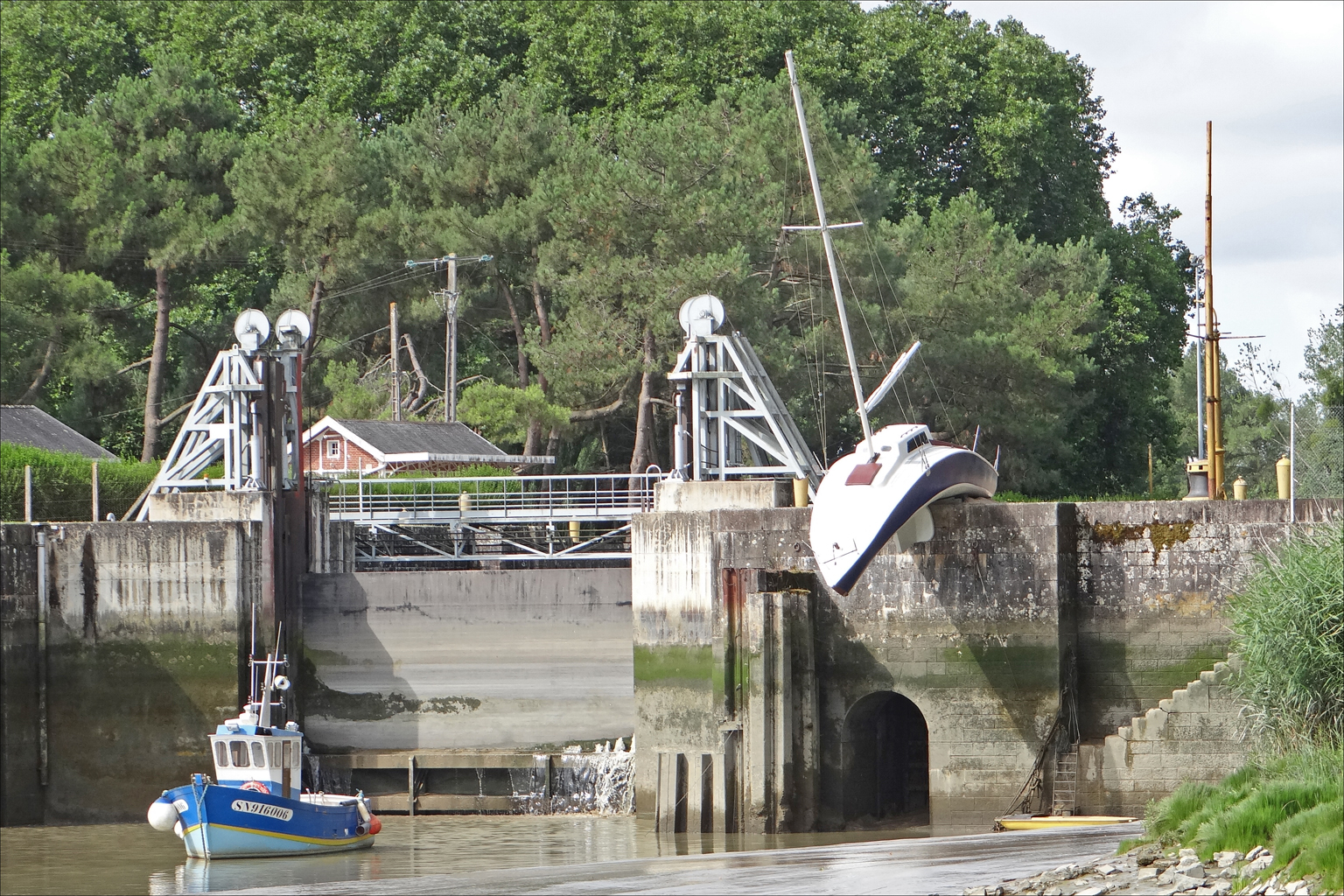